# Estación de Uetikon
La estación de Uetikon es una estación ferroviaria de la comuna suiza de Uetikon am See, en el Cantón de Zúrich.

## Historia y situación
La estación de Uetikon fue inaugurada en el año 1894 con la puesta en servicio de la línea Zúrich - Meilen - Rapperswil por parte del Schweizerische Nordostbahn (NOB). En 1902 fue integrada en los SBB-CFF-FFS.
Se encuentra ubicada en el borde sur del núcleo urbano de Uetikon am See. Cuenta con dos andenes, un andén central y otro lateral a los que acceden tres vías pasantes a las que hay que añadir la existencia de otras tres vías pasantes. En el noroeste de la estación hay una derivación que da servicio a una zona industrial.
En términos ferroviarios, la estación se sitúa en la línea Zúrich - Meilen - Rapperswil, más conocida como la línea de la margen derecha del lago de Zúrich. Sus dependencias ferroviarias colaterales son la estación de Meilen hacia Zúrich, y la estación de Männedorf en dirección Rapperswil.

## Servicios ferroviarios
Los servicios ferroviarios de esta estación están prestados por SBB-CFF-FFS:

### S-Bahn Zúrich
La estación está integrada dentro de la red de trenes de cercanías S-Bahn Zúrich, y en la que efectúan parada los trenes de varias líneas pertenecientes a S-Bahn Zúrich:
- S 6 Baden – Regensdorf-Watt – Zúrich HB – Uetikon
- S 7 Winterthur – Kloten – Zúrich HB – Stadelhofen - Meilen – Rapperswil
- S 16 (Thayngen – Winterthur –) Zúrich Aeropuerto – Zúrich HB – Herrliberg-Feldmeilen (– Meilen) . Sólo llegan servicios en la tarde/noche.
- S N7 Bassersdorf – Zúrich HB - Meilen – Stäfa